# Pinscher allemand
Le pinscher allemand est un chien originaire d'Allemagne, considéré comme un chien de garde. Ressemblant physiquement au Dobermann, il est toutefois plus proche du Schnauzer. Nota Bene : Si ce chien leur ressemble autant, c'est parce que cette race est à l'origine de beaucoup d'autres. Il a été sélectionné pour son caractère docile et protecteur, et sa carrure (celle des males étant très carrée et musclée) Il bénéficie également d'une posture très noble, de par son maintien vertébral.

## Histoire
Si son existence est ancienne, ce n'est qu'à partir du début du XIXe siècle que le pinscher allemand fait l'objet d'un élevage sélectif. Il est alors utilisé pour la chasse aux rongeurs et vermines. 
Comme d'autres races canines, le pinscher allemand était proche de l'extinction au lendemain de la Seconde Guerre mondiale.
C'est un éleveur nommé Werner Jung qui assura la survie de la race. En 2003, le pinscher allemand est inscrit comme « race menacée de l'année » de la Gesellschaft zur Erhaltung alter und gefährdeter Haustierrassen.

## Caractéristiques physiques
Le Pinscher allemand est un chien de taille moyenne, inscriptible dans le carré. Il mesure de 45 à 50 centimètres au garrot pour un poids allant de 14 à 20 kg. 
C'est un chien à poil ras, et s'il est très beau en noir & feu, l'on semble méconnaître ses autres couleurs qui varient entre les roux – les fauve – les rouge cerf – etc. 

## Caractère
Le Pinscher allemand est un chien énergique, intelligent et loyal, qualités qui en font un excellent chien de compagnie et de garde.
S'il possède de grandes aptitudes pour le dressage, l'agility, le canicross,  il doit toutefois être éduqué avec fermeté,.